# Kim Min-hee
Kim Min-hee, kor. 김민희 (ur. 1 marca 1982) – południowokoreańska aktorka filmowa i modelka. Stała współpracowniczka i partnerka życiowa reżysera Honga Sang-soo. Laureatka Srebrnego Niedżwiedzia dla najlepszej aktorki na 67. MFF w Berlinie za rolę w jego filmie Samotnie na plaży pod wieczór (2017). Zagrała też główną rolę w filmie Służąca (2016) Park Chan-wooka.